# Сан Хуан Деспи
Сан Хуан Деспи (шп. San Juan Despí) град је у Шпанији у аутономној заједници Каталонија у покрајини Барселона. Према процени из 2017. у граду је живело 33 502 становника.

## Становништво
Према процени, у граду је 2017. живело 33 502 становника.
| 1970.  | 1986.  | 2005.  | 2017.  |
| ------ | ------ | ------ | ------ |
| 16.055 | 23.867 | 31.438 | 33.502 |